# Georg Meßner
Georg Erich Karl Meßner (Berlijn, 22 september 1871 – aldaar, 26 februari 1933) was een Duits componist. Sommige werken componeerde hij als Georg Messner, Georg Erich of Georg Erhardt.

## Levensloop
Meßner studeerde muziektheorie en compositie bij H. van Eijkens in München. Vanaf 1919 leefde hij weer in zijn geboortestad, waar hij vooral voor zijn liederencomposities bekend werd. 
Later was hij als kapitein in de dienst van het Pruisische leger. Verschillende marsen voor militaire muziekkapel of harmonieorkest werden opgenomen in de Marsencollectie van het Pruisische leger I en III. Hij arrangeerde verder in 1900 de historische mars van het Keurhessisch Dragonders-Regiment "Landgraf Friedrich" voor cavalerie-muziek. Deze mars was presenteermars van het Pruisische huzarenregiment (1e Keurhessisch) nr. 13 en werd in 1913 door de keizer in de verzameling van marsen opgenomen.

## Composities

### Werken voor harmonieorkest
- 1913 Kaiser Wilhelm Jubiläumsmarsch, gecomponeerd ter gelegenheid van het 25-jarig troonjubileum van keizer Wilhelm II van Duitsland
- 1913 Jubiläumsmarsch, eveneens gecomponeerd ter gelegenheid van het zilveren troonjubileum van keizer Wilhelm II van Duitsland
- Parademarsch im Trab
- Parademarsch im Galopp